# Audi
Audi je nemški proizvajalec prestižnih avtomobilov s sedežem v Ingolstadtu. Avtomobili te znamke se proizvajajo v Ingolstadtu, Neckarsulmu, Gjuru (Madžarska), Bratislavi (Slovaška), Bruslju (Belgija), Changchunu (Ljudska republika Kitajska), Aurangabadu (Indija) in Martorellu (Španija).
August Horch (* 1868, † 1951) je 14. novembra 1899 v kraju Köln-Ehrenfeld  ustanovil podjetje A. Horch & Cie. Leta 1909 je med Augustom Horchom in nadzornim svetom družbe A. Horch & Cie. Motorwagen-Werke AG prišlo do prepira. Horch je zapustil podjetje, ki ga je ustanovil. Kmalu za tem, 16. julija 1909, je v istem mestu ustanovil drugo podjetje z imenom Horch Automobil-Werke GmbH. Zaradi imena novega podjetja je prišlo do spora. Pravni spor glede imena je izgubil Horch. Težavo je rešil s prevodom svojega imena v latinščino; 25. aprila 1910 je novo ime podjetja – Audiwerke GmbH – postalo pravnomočno. Beseda audi je velelnik od audire (slovensko slišati) in pomeni »Poslušaj!«, kar tudi po nemško pomeni »Horch!«.
29. junija 1932 so se štiri saške znamke motornih vozil – Audi, DKW, Horch in Wanderer – združile v Auto Union AG s sedežem v mestu Chemnitz. Novi koncern je tako pokrival vse tržne segmente, od lahkega motornega kolesa do luksuzne limuzine. Leta 1933 je družba Auto Union AG na avtomobilski razstavi v Berlinu predstavila svoje prvo osebno vozilo srednjega razreda, opremljeno s pogonom na sprednji kolesi. Prvič je bil uporabljen nekakšen modulni sistem, za pogon pa je skrbel šestvaljni motor znamke Wanderer. Največjo slavo so novoustanovljeni družbi Auto Union AG prinesli uspehi na področju konstrukcije dirkalnih avtomobilov. Temelje so pri tem predstavljali načrti, ki jih je razvil Ferdinand Porsche. Šestnajstvaljni motor je bil vgrajen za voznikom, kar je v veliki meri prispevalo k aerodinamični obliki vozila. Dirkalni avtomobili Auto Union so v tistem času sodili med visokotehnološke izdelke. Na njih temeljijo številni vrhunski dosežki na področju izdelave motornih vozil, povezani predvsem z visokozmogljivimi motorji, aerodinamično obliko in konstrukcijo iz lahkih materialov. Tako je 1937 Auto Union s karoserijo tokovnične oblike in 545 KM prvič na običajni cesti dosegel hitrost preko 400 km/h. Družba Auto Union AG je bila eden prvih avtomobilskih proizvajalcev, ki so od leta 1938 dalje sistematično izvajali poskusna trčenja in poskusna prevračanja vozil. Kot testna vozila so uporabljali različne modele DKW s pločevinasto, leseno in plastično karoserijo, in na ta način poskušali ugotoviti, kakšne so posledice trčenja in prevračanja pri različnih karoserijah. Znamka Audi NSU Auto Union  se je preimenovala v Audi in leta 1968 prvič predstavila avtomobil pod novim imenom - Audi 100
Leta 2005 je Audi slavil 25. rojstni dan Quattra. To je naziv za njihov štirikolesni pogon, katerega so tudi prvi izumili.

## Modeli 2011
| A1  | Supermini     |           |           |  |
| A3  | Limuzina      | Sportback | Cabriolet |  |
| S3  | Sportback     |           |           |  |
| A4  | Limuzina      | Avant*    | Cabriolet |  |
| S4  | Limuzina      | Avant*    | Cabriolet |  |
| RS4 | Limuzina      | Avant*    | Cabriolet |  |
| A6  | Limuzina      | Avant*    | allroad   |  |
| S6  | Limuzina      | Avant*    |           |  |
| A8  | Limuzina      |           |           |  |
| S8  | Limuzina      |           |           |  |
| R8  | Športni model |           |           |  |
| TT  | Coupé         |           |           |  |
| Q7  | SUV           |           |           |  |

* Avant so Audijevi modeli karavanske izvedbe od 1977. Prej so se imenovali Variant, zato se še danes tako imenujejo modeli VW.

## Modeli

### Mali (mestni) avtomobili
|                                 | Tip            | Slika |
| 1975 - 1978                     | Audi 50 Typ 86 |       |
| 1999 - 2005 preko 175.000 kosov | Audi A2 8Z     |       |

### Kompaktni razred
|             | Tip                         | Slika |
| 1996 - 2003 | Audi A3 8L                  |       |
| od 2003     | Audi A3 8P/AU350            |       |
| od 2004     | Audi A3 Sportback 8PA/AU353 |       |

### Srednji razred
|             | Tip                 | Slika |
| 1965 - 1972 | Audi F103           |       |
| 1972 - 1976 | Audi 80 B1/Typ80    |       |
| 1976 - 1978 | Audi 80 B1/Typ82    |       |
| 1978 - 1983 | Audi 80 B2/Typ81/85 |       |
| 1984 - 1986 | Audi 80 B2/Typ81/85 |       |
| 1984 - 1986 | Audi 90 B2/Typ81/85 |       |
| 1986 - 1991 | Audi 80 B3/8A/Typ89 |       |
| 1986 - 1991 | Audi 90 B3/8A/Typ89 |       |
| 1991 - 1995 | Audi 80 B4/8C       |       |
| 1995 - 2000 | Audi A4 B5/8D       |       |
| 2000 - 2004 | Audi A4 B6/8E       |       |
| od 2004     | Audi A4 B7/8E       |       |
| od 2007     | Audi A4 B8/8K       |       |

### Zgornji srednji razred
|                                 | Tip                           | Slika |
| 1968 - 1976                     | Audi 100 C1/F104              |       |
| 1976 - 1982 okoli 950.000 kosov | Audi 100 C2/Typ43             |       |
| 1979 - 1982                     | Audi 200 C2/Typ43             |       |
| 1982 - 1990                     | Audi 100 C3/Typ44             |       |
| 1983 - 1990                     | Audi 200 C3/Typ44             |       |
| 1990 - 1994                     | Audi 100 C4/4A                |       |
| 1994 - 1997                     | Audi A6 C4                    |       |
| 1997 - 2004                     | Audi A6 C5/4B                 |       |
| 1999 - 2006                     | Audi allroad quattro C5/4B    |       |
| od 2004                         | Audi A6 C6/4F                 |       |
| od 2006                         | Audi A6 allroad quattro C6/4F |       |

### Zgornji razred
|             | Tip           | Slika |
| 1988 - 1994 | Audi V8 D1    |       |
| 1994 - 2002 | Audi A8 D2/4D |       |
| od 2002     | Audi A8 D3/4E |       |

### Kabrioleti
|             | Tip                      | Slika |
| 1991 - 2000 | Audi Cabriolet 89/8G     |       |
| 2002 - 2006 | Audi A4 Cabriolet B6/8H  |       |
| od 2006     | Audi A4 Cabriolet B7/8H  |       |
| od 2006     | Audi S4/RS4 Cabriolet B7 |       |

### Sportcoupé
|             | Tip                      | Slika |
| 1969 - 1976 | Audi 100 Coupé S C1/F104 |       |
| 1980 - 1991 | Audi quattro B2/Typ85Q   |       |
| 1981 - 1988 | Audi Coupé B2/Typ81C/85C |       |
| 1988 - 1996 | Audi Coupé B3/8B/Typ89C  |       |
| 1998 - 2006 | Audi TT 8N               |       |
| od 2006     | Audi TT 8J               |       |

### Športni modeli
|         | Tip                       | Slika |
| 1984    | Audi Sport quattro Typ85Q |       |
| od 2007 | Audi R8 neznano           |       |

### Športna limuzina
|             | Tip      | Slika          |
| 1999 - 2001 | Audi RS4 | Insert picture |
| 2002 - 2004 | Audi RS6 |                |
| od 2005     | Audi RS4 |                |
| od 2006     | Audi S8  |                |
| od 2006     | Audi S6  |                |

### Sportkombi
|             | Tip                  | Slika |
| 1994 - 1996 | Audi RS2 B4/8C       |       |
| 2000 - 2002 | Audi RS4 B5/8D       |       |
| 2002 - 2004 | Audi RS6 Avant C5/4B |       |
| od 2006     | Audi RS4 Avant B7/8E |       |

### SUV
|         | Tip        | Slika |
| od 2006 | Audi Q7 4L |       |

Samo za ZDA in Kanado:
- Audi Fox
- Audi 4000
- Audi 5000

### Bodoči modeli
- Audi A5
- Audi A5 Coupe
- Audi S5 Coupe
- Audi RS5 Coupe
- Audi RS7 Sportsback
- Audi Q5
- Audi SQ5
- Audi Q3
- Audi S1
- Audi S3 Sedan
- Audi RS3 Sedan
- Audi TT-RS
- Audi Nanuk
- Audi Quattro
- Audi Prologue
- Audi A9

## Proizvodnja v številkah
- 2005: 811.522 kosov
- 2004: 784.972 kosov
- 2003: 761.582 kosov
- 2002: 735.913 kosov
- 2001: 727.033 kosov
- 2000: 650.850 kosov
- 1999: 626.059 kosov
- 1998: 619.030 kosov
- 1997: 557.777 kosov
- 1996: 491.501 kosov

## Audi v moto športu
- Audi quattro Rallye (1980 - 1984)
- Audi Sport quattro Rallye (1984 - 1986)
- Audi Sport quattro Evo 2 (1985 - 1986)
- Audi Sport quattro S1 Pikes Peak (1987)
- Audi 200 quattro Rallye (1987)
- Audi 200 Trans-AM quattro (1988)
- Audi 90 IMSA GTO quattro (1989)
- Audi V8 DTM (1990 - 1992)
- Audi 80 quattro Supertourismo (1989 - 1994)
- Audi 80 quattro Competition (1994)
- Audi A4 Supertouring ([1996 - 1998)
- Audi R8R/R8C Le Mans (1999)
- Audi R8 Le Mans (2000 - 2006)
- Audi TT-R DTM (2000 - 2003)
- Audi S4 Competition (2000 - 2002)
- Audi RS6 Competition (od 2003)
- Audi A4 DTM (od 2004)
- Audi R10 Le Mans (od 2006)

## Prototipi
- Audi Quartz (1981)
- Audi Studie Auto 2000 (1981)
- Audi quattro Spyder (1991)
- Audi AVUS quattro (1991)
- Audi ASF (Audi Space Frame) (1993)
- Audi TT Concept (1995)
- Audi Steppenwolf (2000)
- Audi Rosemeyer (2000)
- Audi Avantissimo (2001)
- Audi Nuvolari quattro(2003)
- Audi Pikes Peak quattro (2003)
- Audi LeMans quattro (2003)
- Audi RSQ (2004, izdelan za film Jaz, robot)
- Audi Allroad quattro Concept (2005)
- Audi Q7 Hybrid Concept (2005)
- Audi Shooting Brake Concept (2005)
- Audi Roadjet Concept (2006)